# Ibitiruna
Ibitiruna is een kevergeslacht uit de familie van de boktorren (Cerambycidae). De wetenschappelijke naam van het geslacht werd voor het eerst geldig gepubliceerd in 1997 door Galileo & Martins.

## Soorten
Ibitiruna omvat de volgende soorten:
- Ibitiruna araponga Galileo & Martins, 1997
- Ibitiruna fenestrata (Bates, 1881)